# Rago nationalpark
Rago nationalpark är en norsk nationalpark som ligger i ett vilt fjäll- och glaciärlandskap i Sørfolds kommun i Nordland fylke. Parken inrättades 1971 och täcker en yta på 171 km². Den gränsar till den svenska nationalparken Padjelanta, och tillsammans med Sarek och Stora sjöfallet utgör de fyra nationalparkerna ett skyddat område på 5 400 km².

## Geografi, landskap och geologi
Området präglas av ett vilt och storslaget fjällandskap med djupa klyftor och otaliga stora stenblock av granit från istiden. Det finns också djupa skogar och öppet fjäll, klippor, forsar och tre glaciärer. Fjället Rágotjåhkkå är det högsta berget med sina 1 312 meter över havet. De största insjöarna är Bassejávrre (Litlverivatnet) och Storskogvatnet.
Rago har ett typiskt nordnorskt kustklimat med mycket nederbörd, kalla somrar och milda vintrar till skillnad från de svenska grannationalparkerna som har inlandsklimat med iskalla vintrar.
Storskogdalen från Lakshol i väst går mot nordöst till Storskogvatnet. Storskogelva rinner genom tallskog genom Storskogdalen med flera forsar längs vägen. Öster om älven fortsätter dalen en bit och möts av branta, gråa fjäll längst norrut i nationalparken mot den isolerade Trolldalen.
I parkens södra delar dominerar Lappfjellet och Flatkjølen längs en fjällrygg som sträcker sig in i Sverige. Norr om Lappfjellet ligger Bassejávrre (Litlverivatnet) med stupiga fjällsidor och ett över 200 meter högt vattenfall ned i Nordfjordelva.

## Flora och fauna
Floran är generellt dålig, men ovanliga fjällväxter finns på några platser. Jordmånen är dålig och klimatet ogästvänligt. I och längs Storskogdalen utgör tall grunden, men ovanför trädgränsen tar fjällbjörken över. Vid Storskogvatnets norra ände finns det inslag av sälg, rönn, torta och smörbollar.
Kalla somrar ger grogrund för fjällväxter som rosenrot, fjällkåpa, fjällviol och kungspira.
En kustart som hönsbär är vanligt förekommande i björkskogarna. Graniten ger lite näring och många arter finns i myrmarkerna. 
På de högsta nivåerna finns bland annat kråkbär, dvärgvide och krusbräken. I sydöst finns mer ovanliga arter, inslaget av skiffer ger grogrund för gulldraba, dvärgdraba och kattfot.
Fågellivet är dåligt, särskilt i högre liggande områden. Vanligast är snösparv, stenskvätta, ängspiplärka och fjällripa. Ragoelva har även några bestånd av taltrast, rödvingetrast och gråtrast samt lövsångare och trädgårdssångare. Norr om Storskogvatnet är det mer insekter och mygg med flera arter av traster, sångare, finkar och mesar.
I Trolldalselva trivs strömstaren och blåhaken. Det finns få vadarfåglar, men knipa, smålom och fiskmås förekommer. Drillsnäppan häckar årligen vid Storskogselva. Enstaka år finns det mycket dalripa i björkskogen och i den lågliggande tallskogen finns orre och tjäder.
Den karga vegetationen gör djurlivet fattigt, järven är bofast, men lodjuret strövar bara igenom. Älgen är nyinvandrad och det enda bofasta hjortdjuret.
I nationalparkerna på den svenska sidan om gränsen finns mycket björn, men inga observationer har gjorts i Norge sedan 1940-talet. Av mindre rovdjur är räv, mink och hermelin vanliga, medan fjällräv och mård sällan påträffas. Området har också ett varierande bestånd av hare, ekorre och andra smågnagare.
Området var tidigare tomt på fisk på grund av de många och stora forsarna i Storskogelva. I mellan- och efterkrigstiden har det satts ut öring och fjällröding som det idag finns stora bestånd av i flera vattendrag.

## Kulturminnen

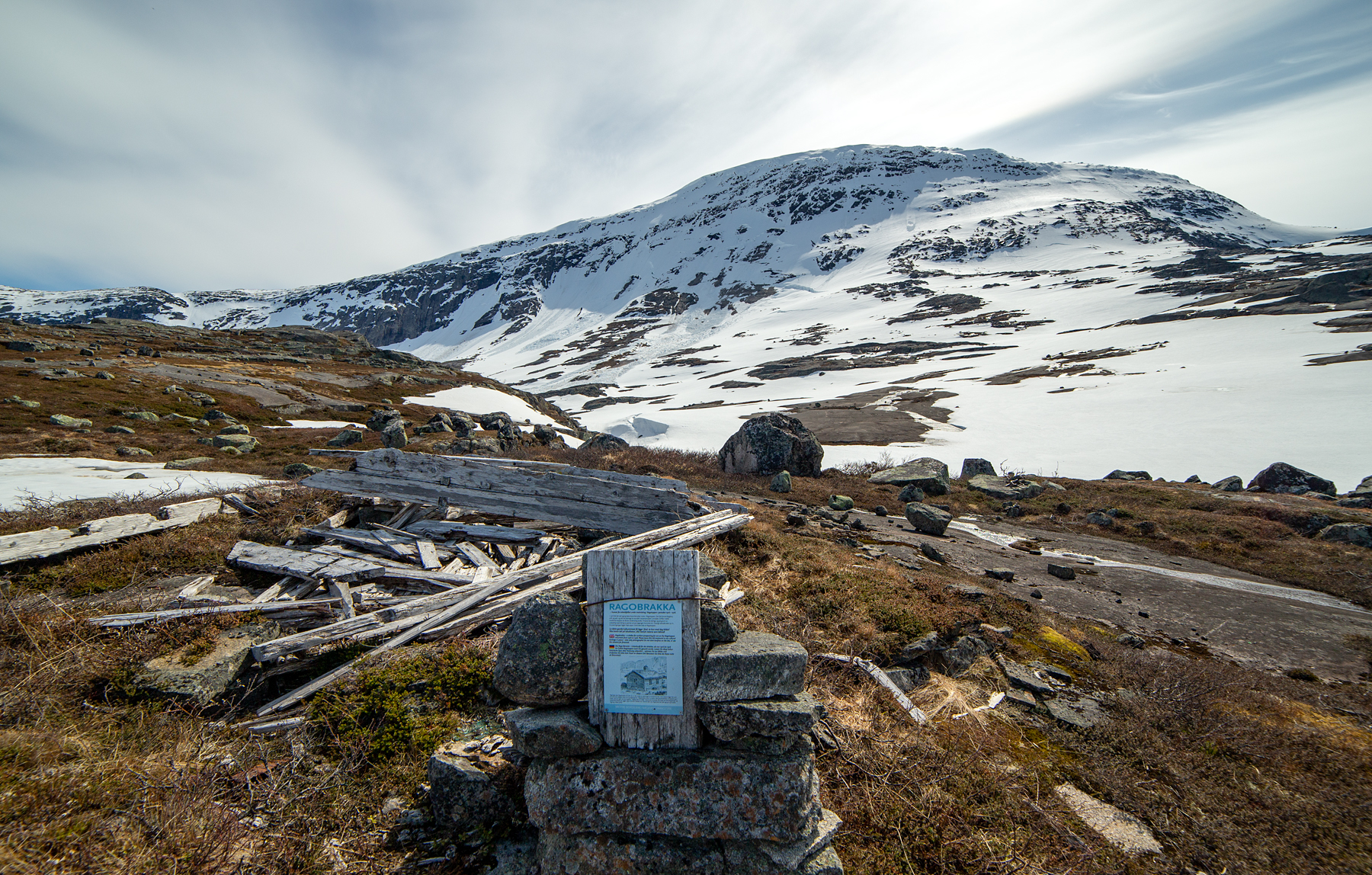
Resterna av gruvarbetarbostaden Ragobrakka.

Området användes i äldre tider för jakt, fångst och renbete. Samernas tamrenar drevs igenom Rago från Sverige till sommarbete i Norge och befolkningen i Sørfold har ofta fått hugga timmer i den fjärran Skorskogdalen. 

### Ragobrakka
Det bedrevs malmletning på norska sidan av Rágotjåhkkå (Ragotoppen) under åren 1916 till 1918. Man hittade blyglans, zink och silver och man planerade en större gruvdrift i området. När första världskriget var slut avbröts brytningen eftersom malmpriserna sjönk. Dessutom hade gruvgången kommit in på svenska sidan redan efter 50 meter på grund av dålig gränsmarkering på den tiden. Ingången till gruvan ligger högt upp på nordvästra sidan av Rágotjåhkkå. Byggnaden var bostad åt 12 man, varav 8 var gruvarbetare, två bärare, en kock och en arbetsledare som hade ett eget rum. Timret som användes till husbygget togs från skogen vid Storskogvatnet och bars upp till byggplatsen. 
Ragobrakka användes som raststuga fram till dess Ragohytta byggdes på 1970-talet. Nu återstår bara lite timmer och husgrund som är ett skyddat kulturminnesmärke.

## Galleri

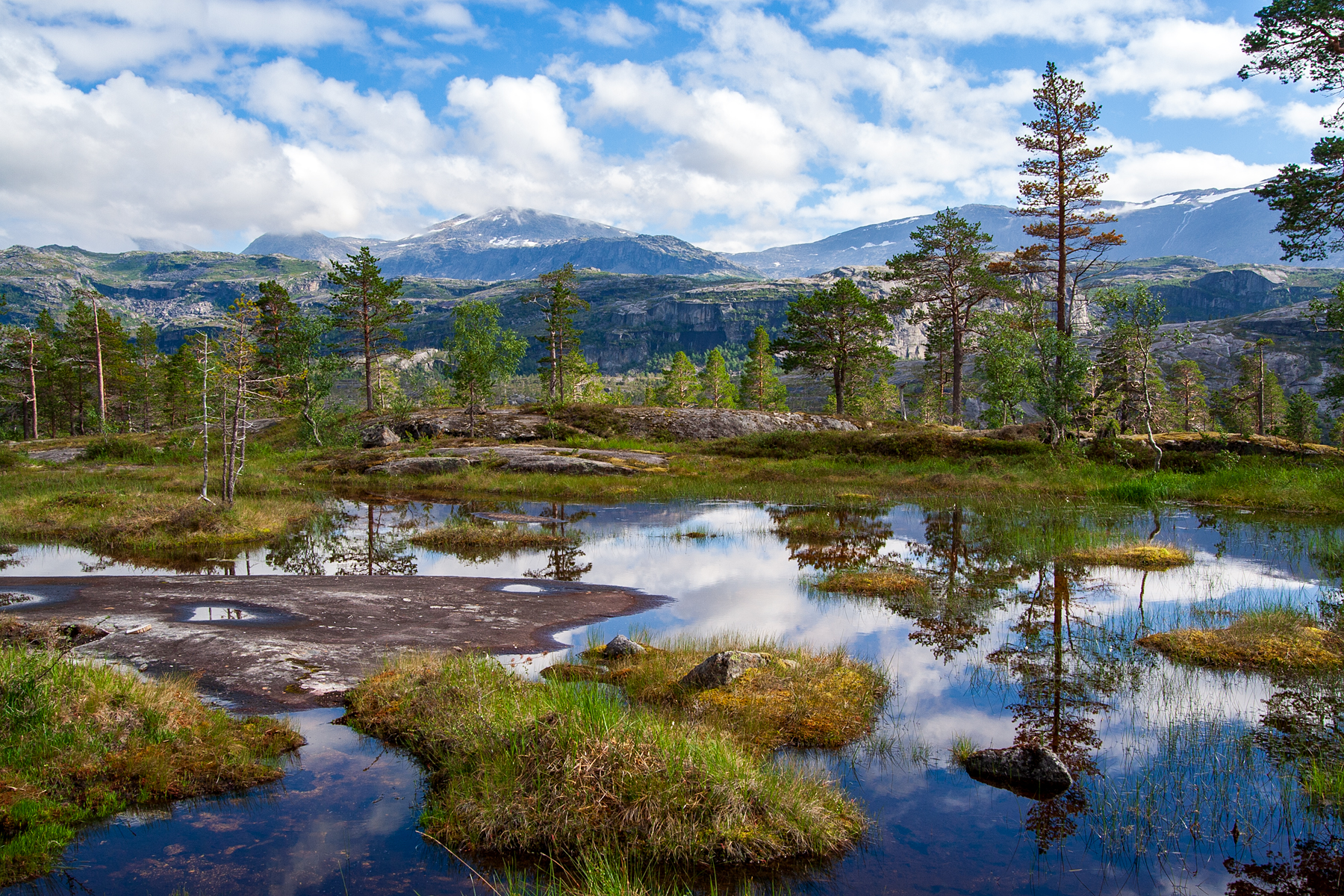
Vy från leden mellan Lakshol och Storskogvatnet.
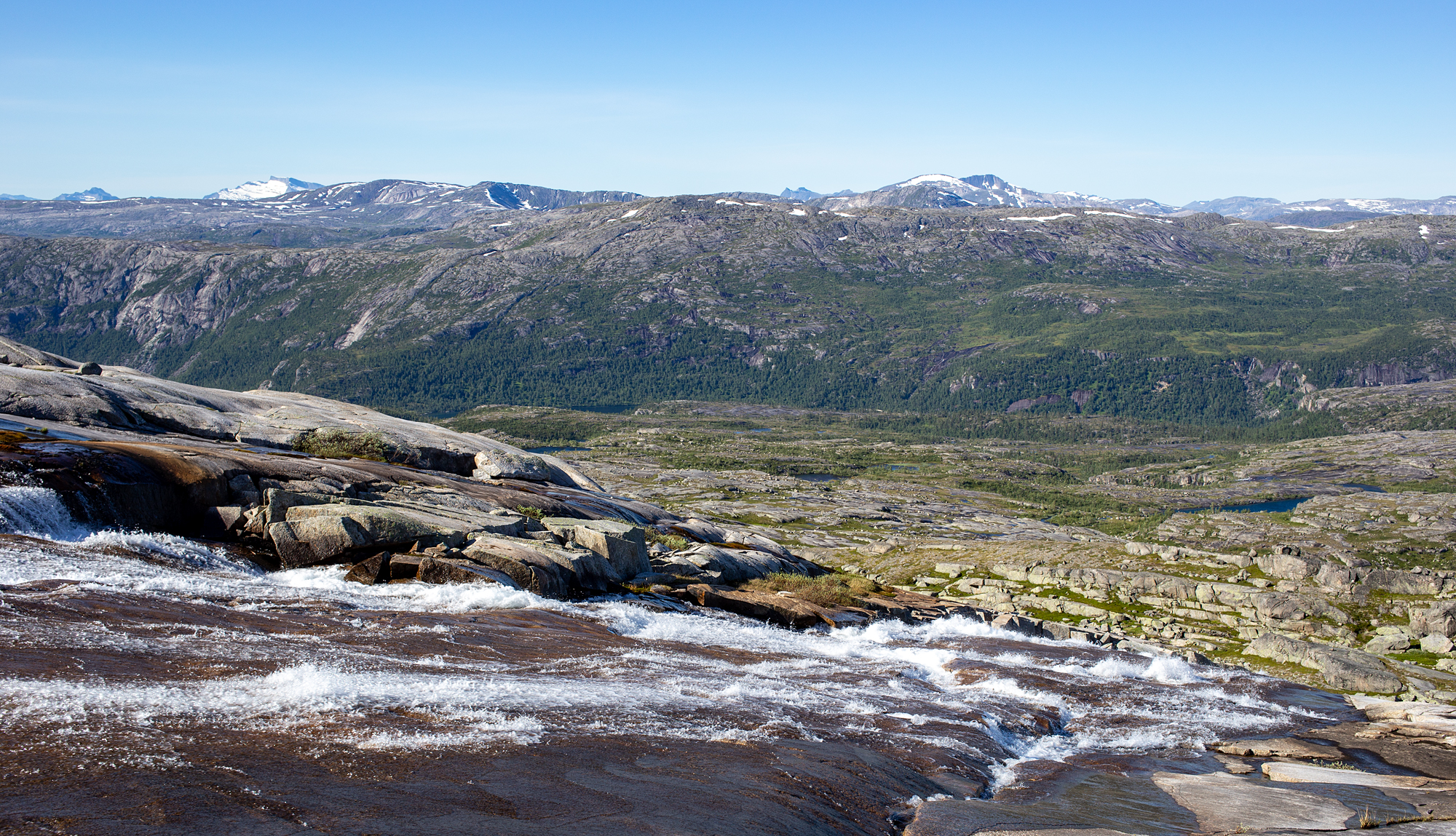
Rago består till största delen av rent urberg.
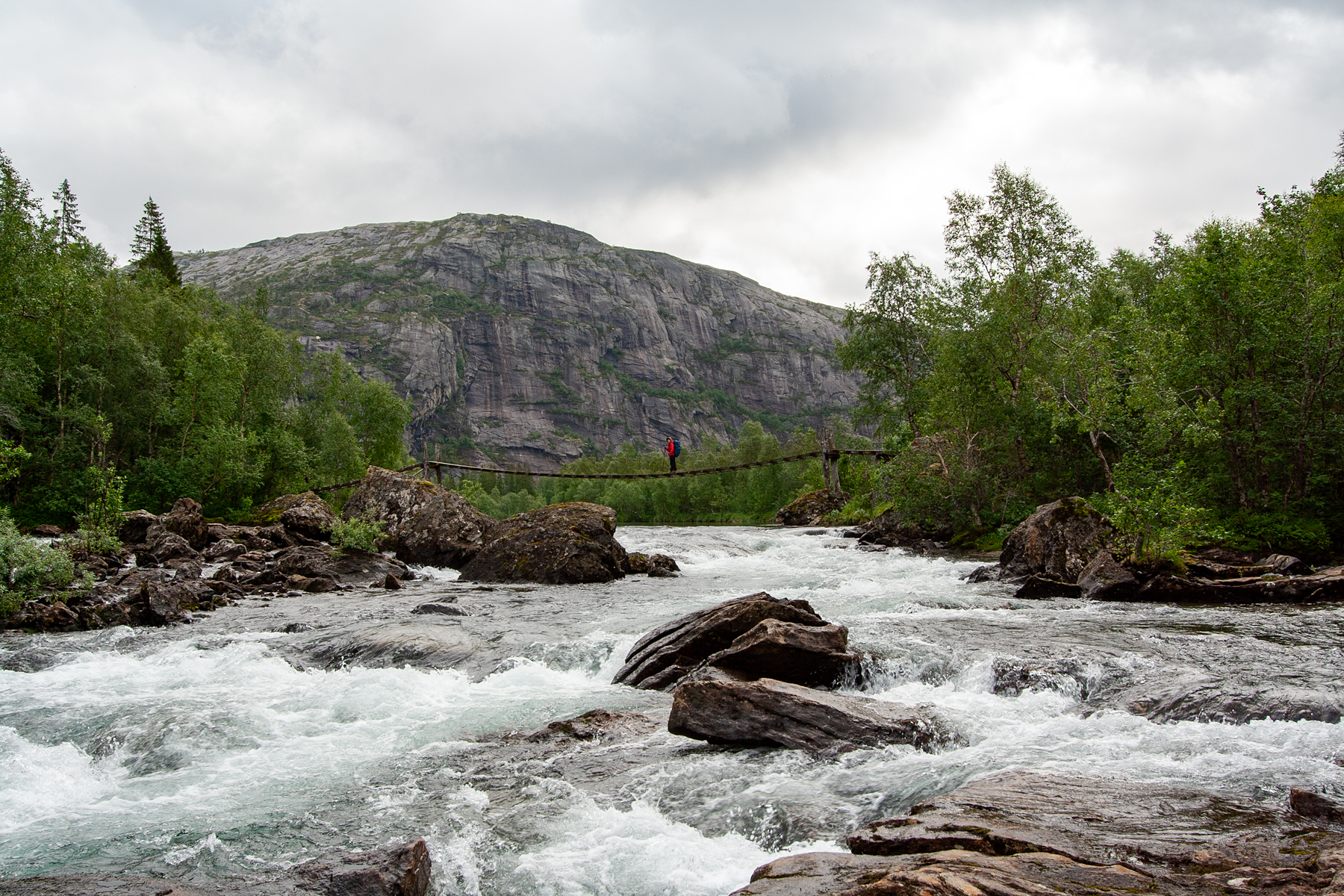
Bron över Storskogelva.
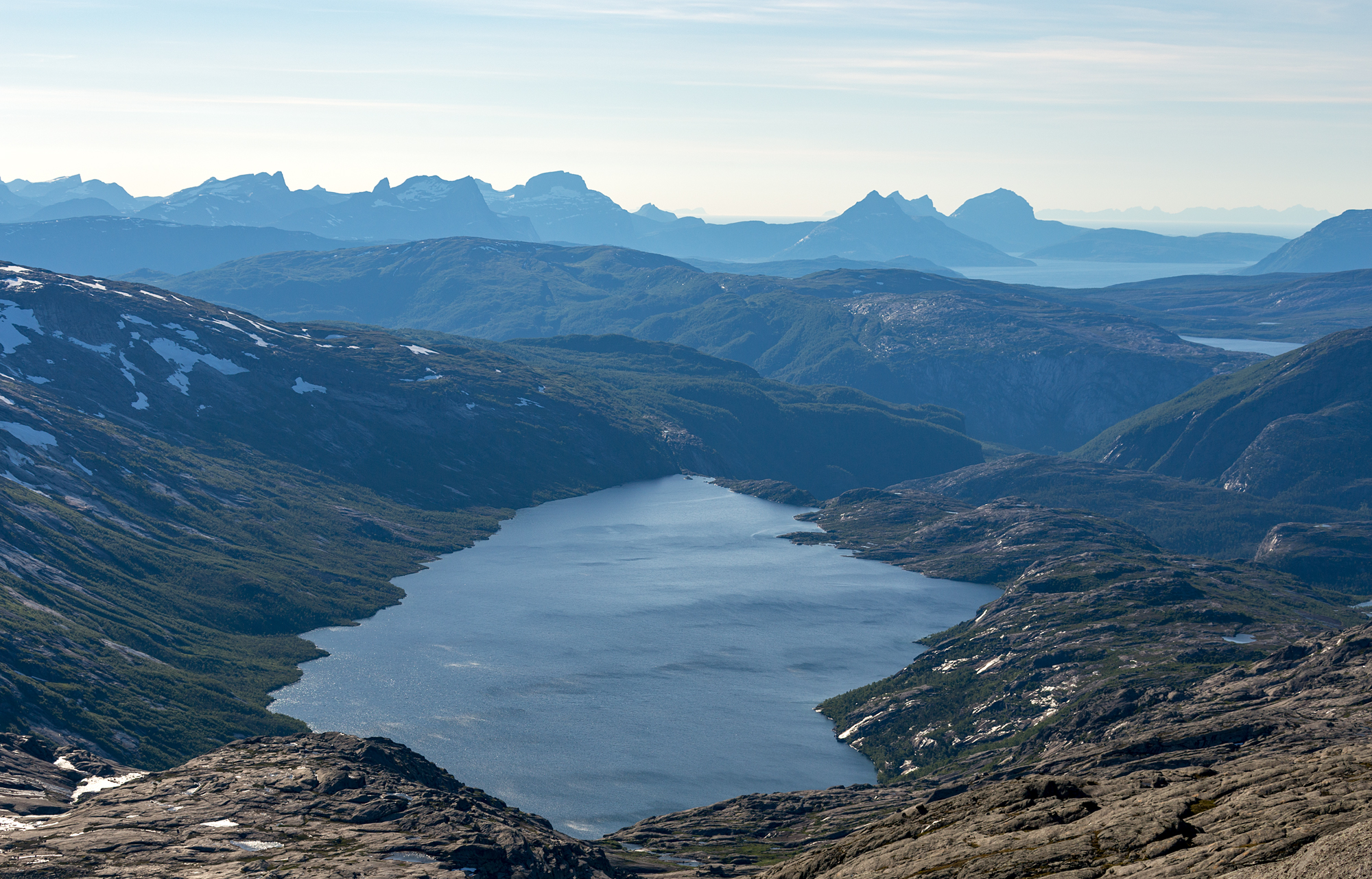
Vy mot Bassejávrre från toppen av Litlrago.
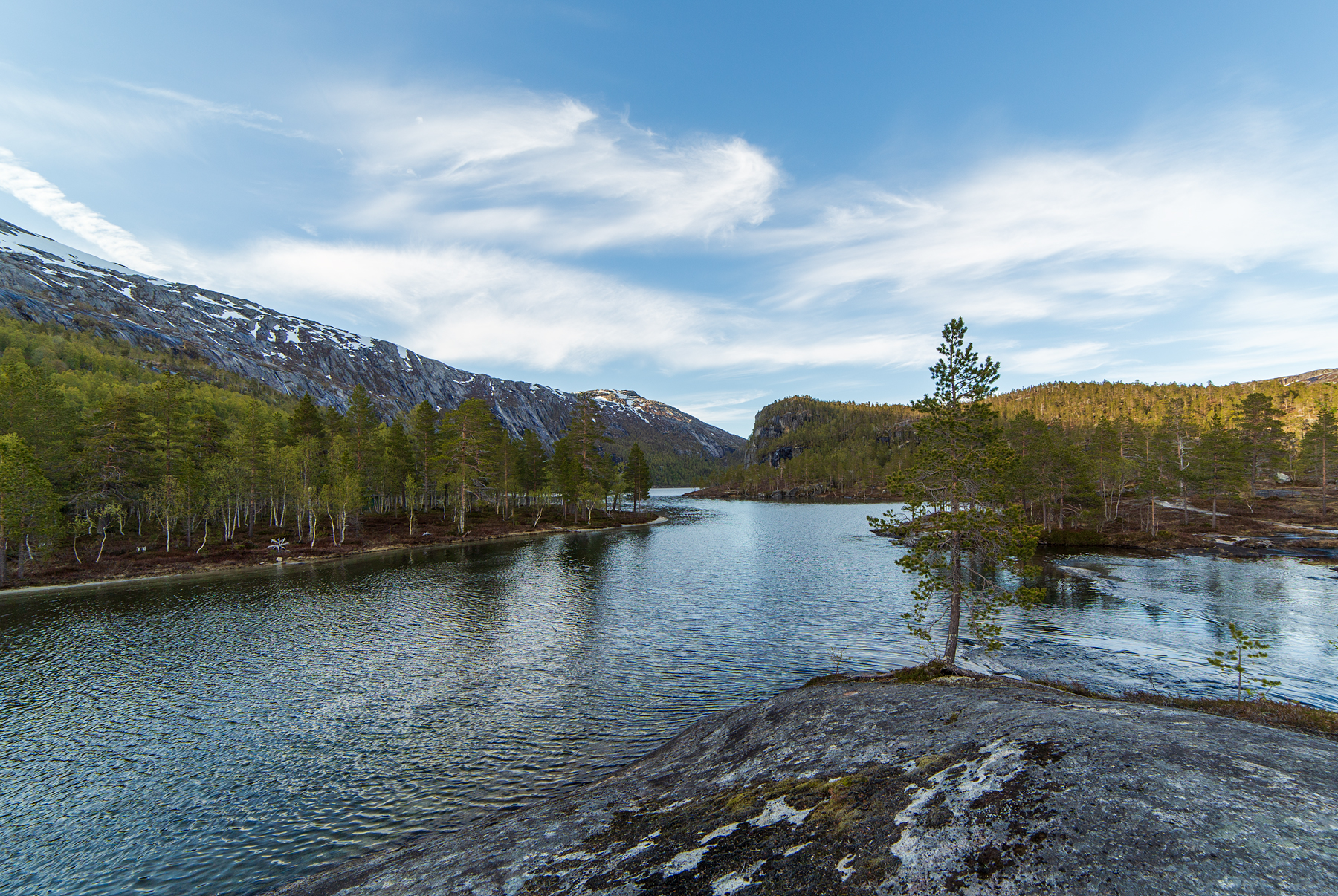
Utloppet av Storskogvatnet.
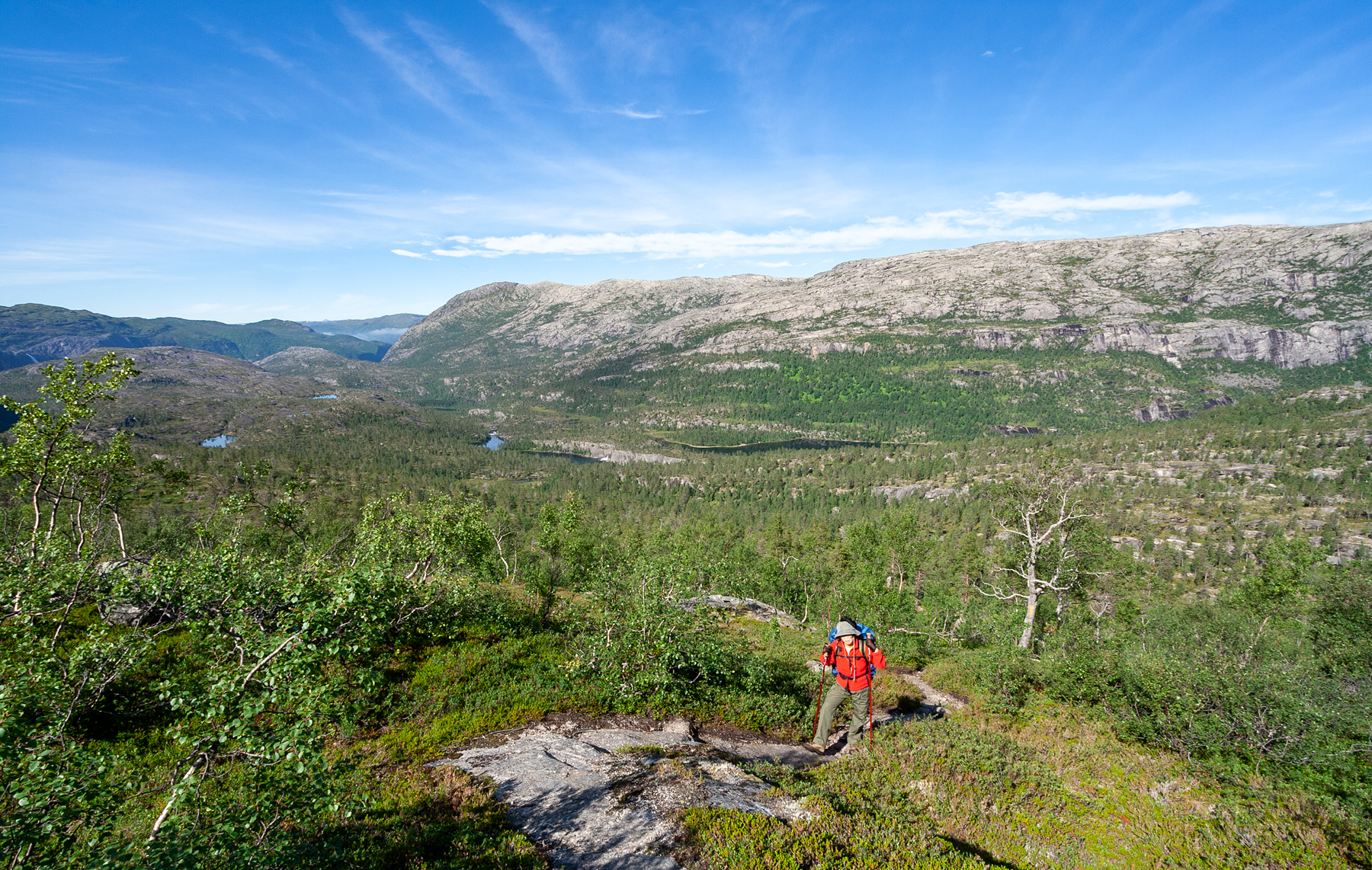
Leden mellan Storskogvatnet och Ragohytta.

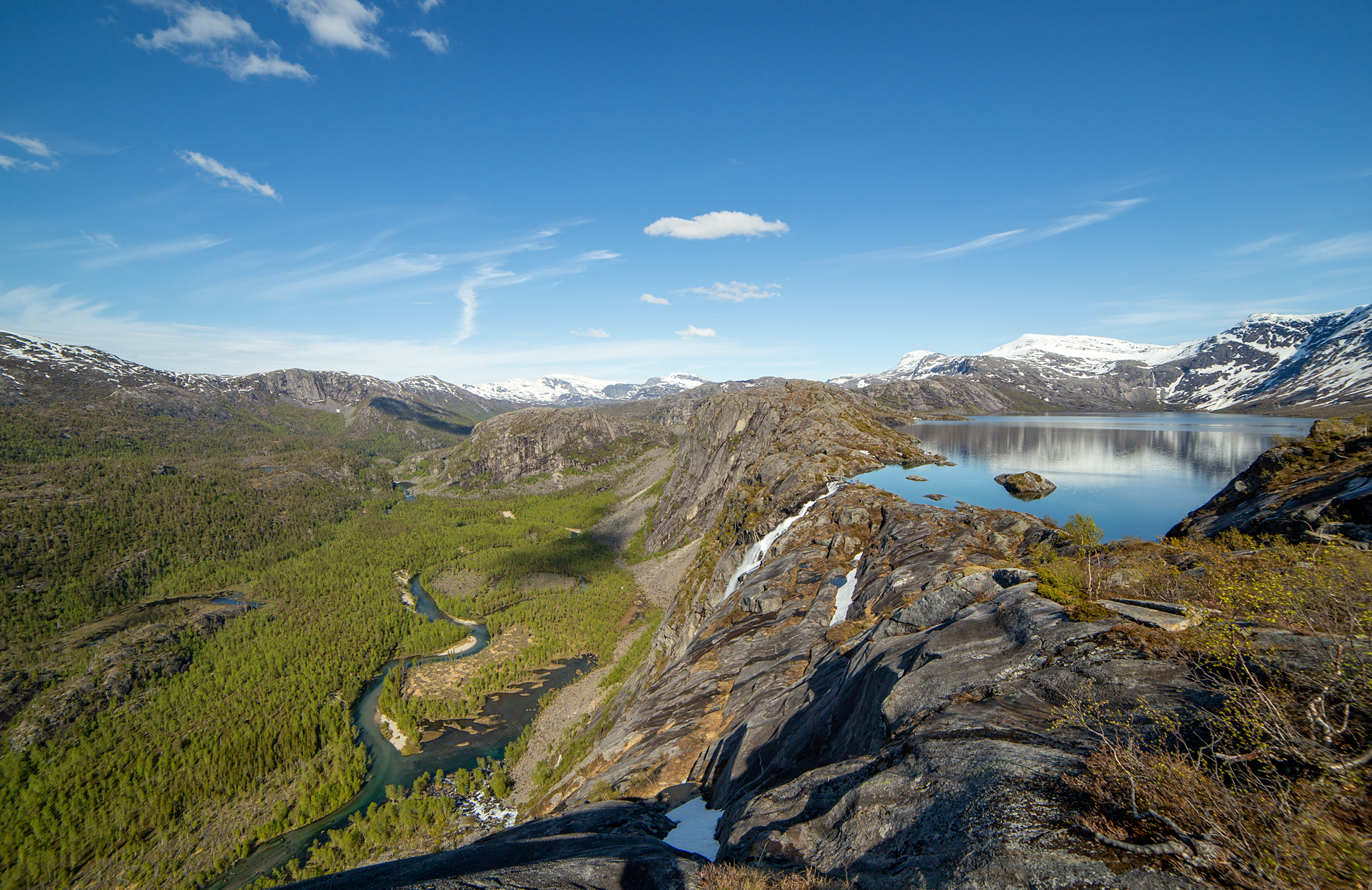
Storskogdalen och Bassejávrre (Litlverivatnet).
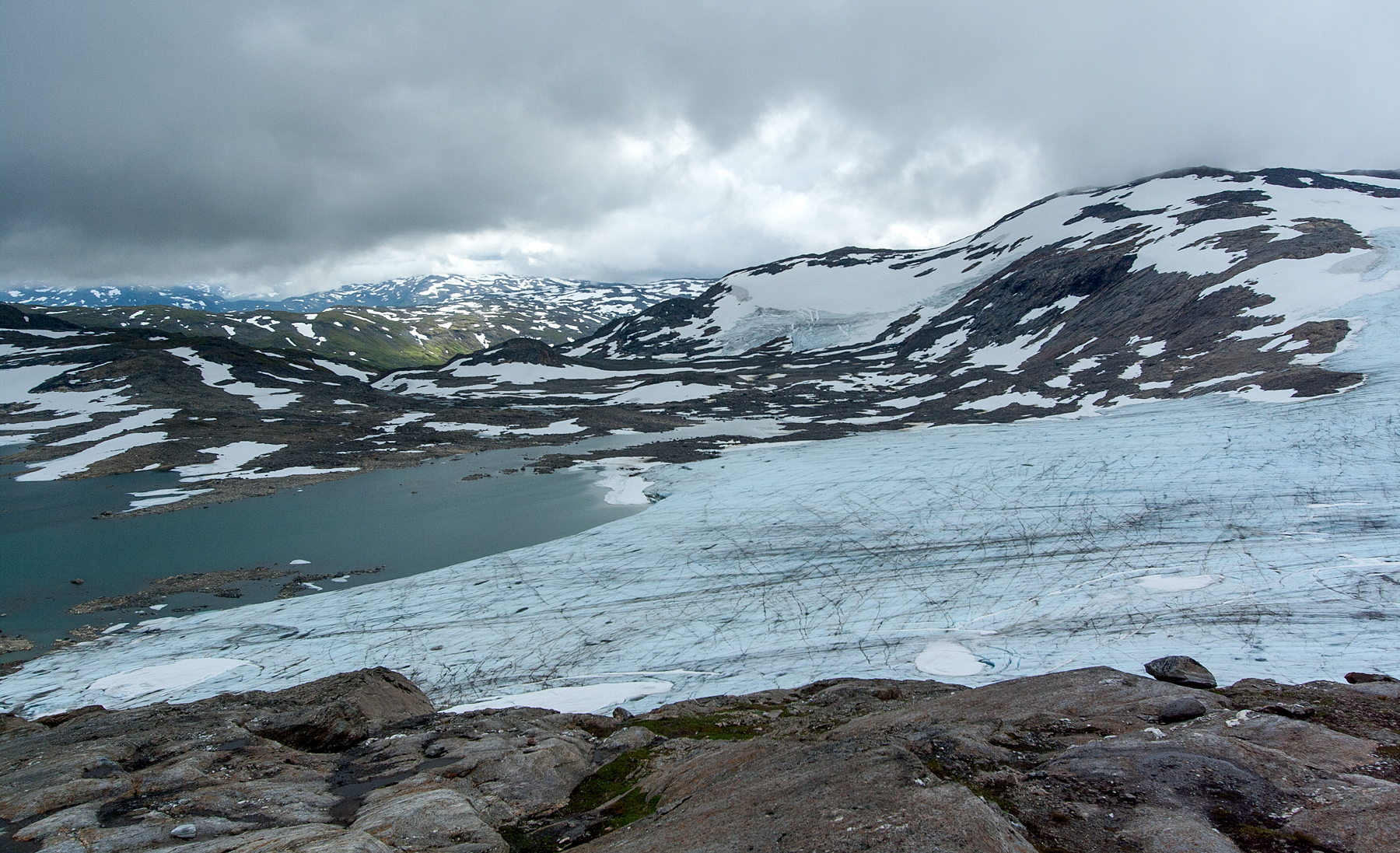
Glaciären Flatkjølen (Duolbbagjiegŋa) och berget Goadásjoaivve.
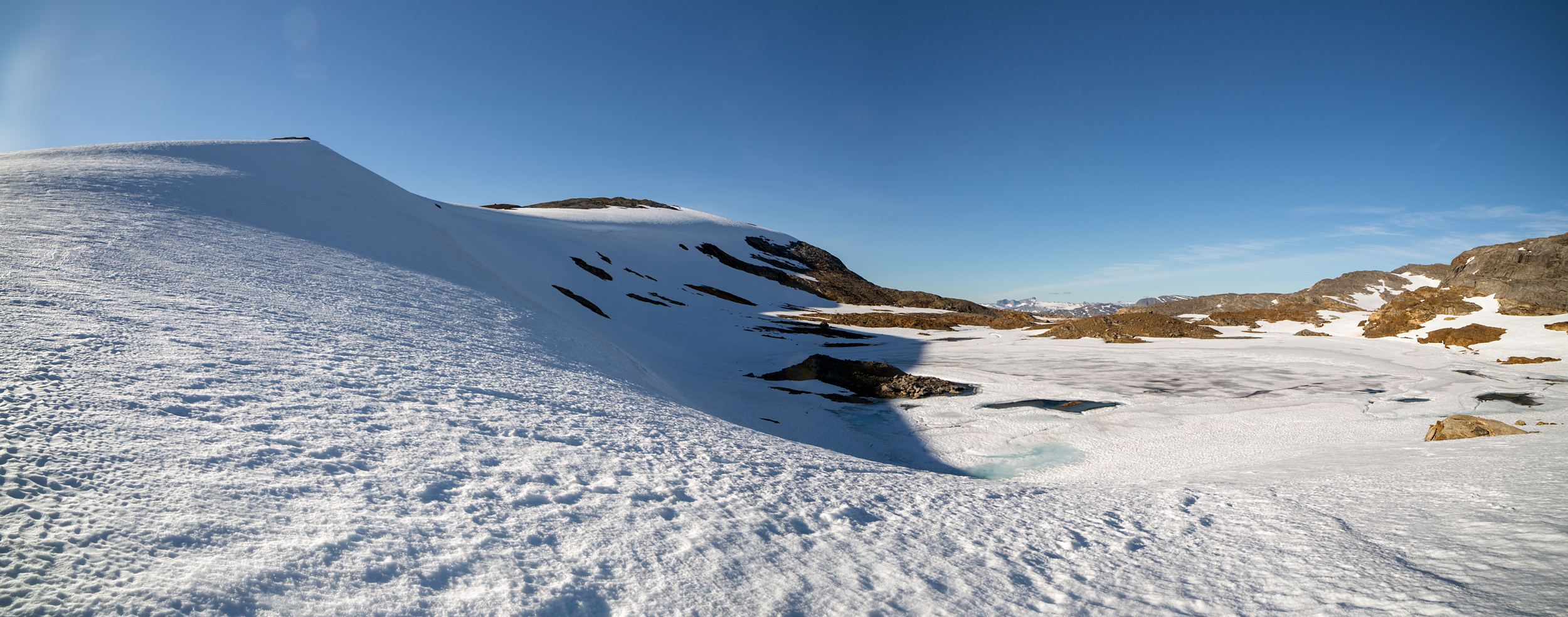
Resterna av glaciären på östra sidan av Litlrago.
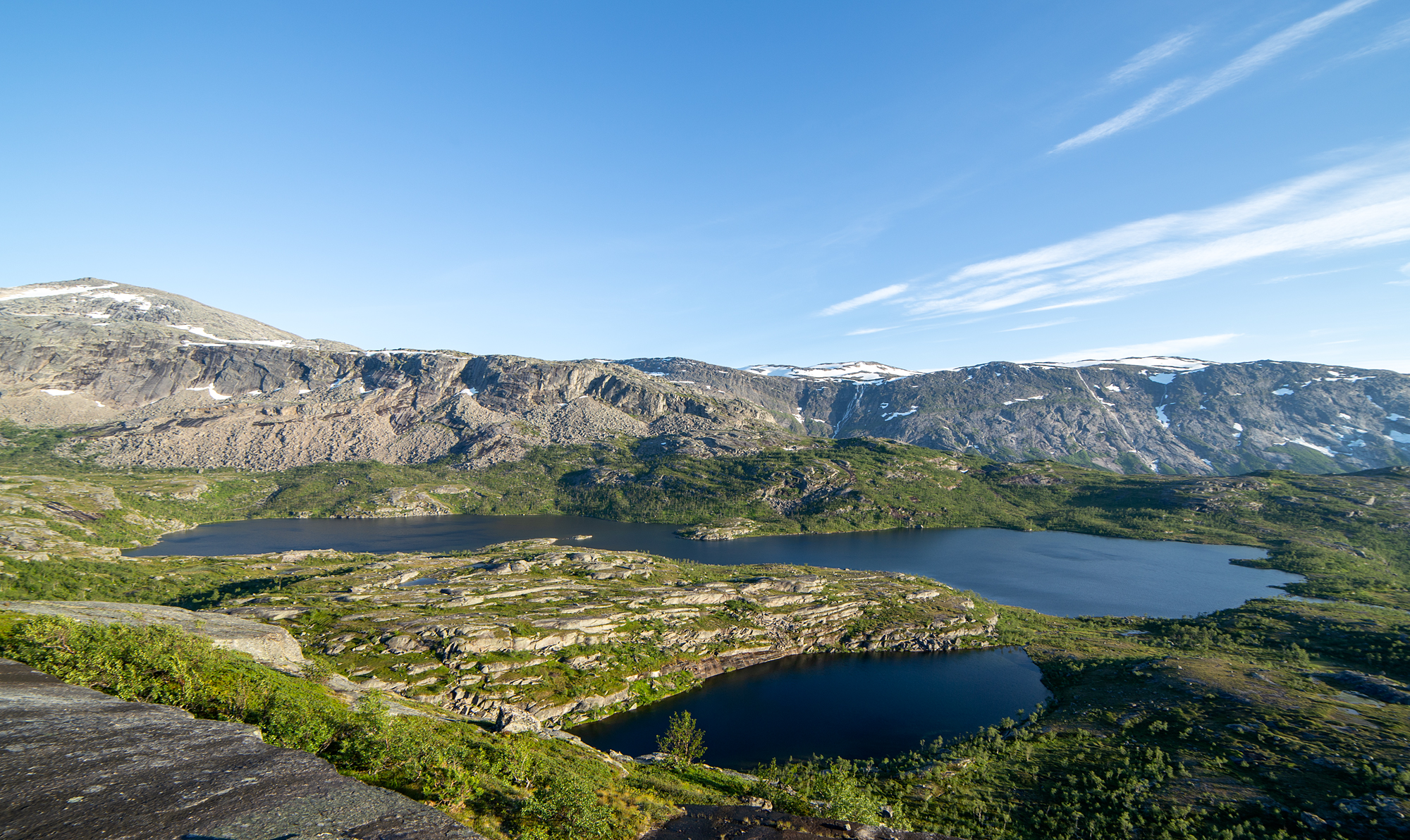
Den största av sjöarna i Sølvskarvatnan.
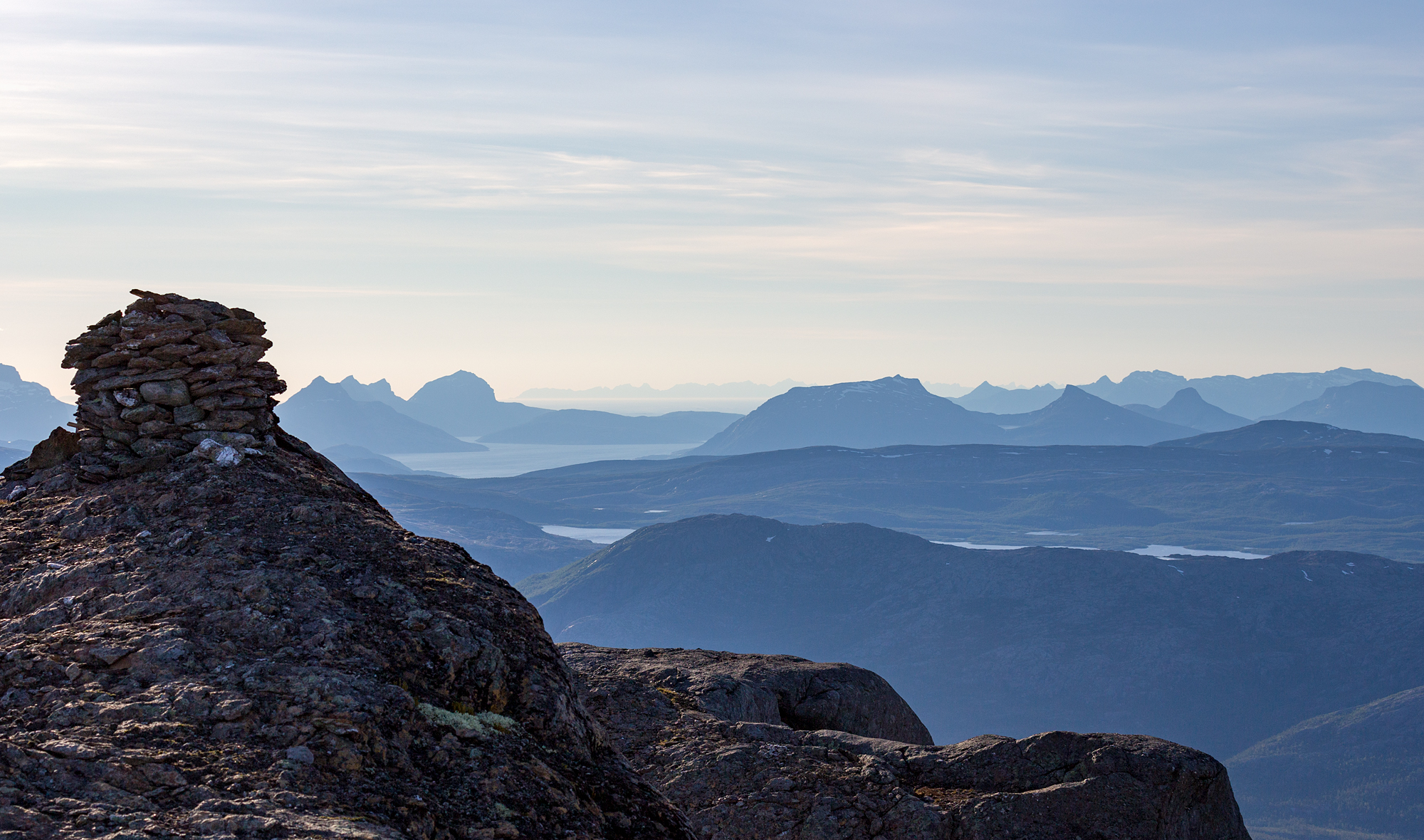
Vy mot väster från toppen av Litlrago, 1224 m ö.h.